# Un mariage presque parfait (téléfilm)
Un mariage presque parfait (Confessions of an American Bride) est un téléfilm américain réalisé par Douglas Barr, diffusé le 9 mai 2005 sur Lifetime.

## Fiche technique
- Titre original : Confessions of an American Bride
- Titre français : Un mariage presque parfait
- Réalisation : Douglas Barr
- Scénario : Edward Kitsis et Adam Horowitz
- Société de production : First Light Productions
- Pays :  États-Unis
- Durée : 90 minutes

## Distribution
- Shannon Elizabeth (VF : Laura Blanc) : Sam
- Eddie McClintock (VF : David Krüger) : Ben Rosen
- Alan Van Sprang (VF : Michel Mella) : Mitchell Stone
- Carolyn Scott : la mère de Sam
- Carolyn Dunn (en) : Nancy
- Reagan Pasternak (VF : Barbara Beretta) : Anne
- Geoff Stults (VF : Constantin Pappas) : Luke
- Amy Rutherford : Kirsten
- Clive Walton : le ministre
- Howard Jerome : Rabbi